# Xingshou
Xingshou (kinesiska: 兴寿, 兴寿镇) är en köping i Kina. Den ligger i stadsdistriket Changping i Pekings storstadsområde, i den norra delen av landet, omkring 33 kilometer norr om stadskärnan. Antalet invånare är 33 139. Befolkningen består av 15 577 kvinnor och 17 562 män. Barn under 15 år utgör 8,0 %, vuxna 15-64 år 80 %, och äldre över 65 år 11,0 %.